# Aster pseudodumosus
Aster pseudodumosus là một loài thực vật có hoa trong họ Cúc. Loài này được (Thell.) Bergmans mô tả khoa học đầu tiên năm 1939.